# Норвегія на літніх Олімпійських іграх 1976
Норвегія на літніх Олімпійських іграх 1976 року в Монреалі (Канада) була представлена 66 спортсменами (60 чоловіків та 6 жінок), які змагались у 44 дисциплінах 11 видів спорту.
Наймолодшим серед спортсменів був веслувальник Альф Торп (15 років 323 дні), найстарішим — яхтсмен Мортен Рікер (35 років 221 день).

## Медалі
| Медаль | Спортсмен                                            | Вид спорту            | Дисципліна                                 |
| ------ | ---------------------------------------------------- | --------------------- | ------------------------------------------ |
| Золото | Альф Хансен Франк Хансен                             | Академічне веслування | Чоловіки, двійки парні                     |
| Срібло | Оле Нафстад Арне Бергод Фінн Тветер Рольф Андреассен | Академічне веслування | Чоловіки, четвірки розпашні без стернового |